# Балан, Серджиу
Серджиу Балан (рум. Sergiu Balan; род. 15 августа 1987 года, Кишинёв) — молдавский лыжник и биатлонист, участник Олимпийских игр в Ванкувере.

## Карьера лыжника
В Кубке мира Балан никогда не выступал, несколько раз стартовал в Альпийском Кубке, но не поднимался выше 74-го места и кубковых очков не завоёвывал.
На Олимпийских играх 2010 года в Ванкувере занял 86-е место в гонке на 15 км свободным стилем.
За свою карьеру принимал участие в одном чемпионате мира, на чемпионате мира 2009 года в Либереце занял 100-е место в спринте.

## Карьера биатлониста
Принимал участие в одном чемпионате мира, на чемпионате 2009 года был 91-м в индивидуальной гонке и 105-м в спринте. Стартовал в ряде гонок на этапах Кубка мира, но не в одной из них не попадал даже в первую сотню.